# Johann Jakob Wettstein
Johann Jakob Wettstein, född den 5 mars 1693 i Basel, död den 23 mars 1754 i Amsterdam, var en schweizisk protestantisk teolog.
Wettstein gjorde långa resor till Paris, London, Cambridge, Genève med flera ställen och jämförde överallt de nytestamentliga handskrifternas varianter. Han blev 1717 hjälppräst i sin födelsestad, men avsattes 1730 för irrlärighet och kallades 1733 till professor i kyrkohistoria vid remonstrantkollegiet i Amsterdam. 
Wettstein är känd genom sin kritiska upplaga av Nya Testamentet (2 folioband, 1751-52). Hans Prolegomena till Nya Testamentet utkom 1730 (nya upplagor 1764 och 1831). Hans förkortningar för handskrifterna är ännu delvis i bruk.